# PenTile
PenTile — это семейство запатентованных схем расположения субпикселов в электронных дисплеях. PenTile — зарегистрированная торговая марка Samsung.
Подобные дисплеи разрабатывались для использования со специальным алгоритмом субпиксельного рендеринга, встроенного в драйвер дисплея и позволяющего прозрачно и просто реализовать совместимость с обычными цифровыми дисплеями.

## История

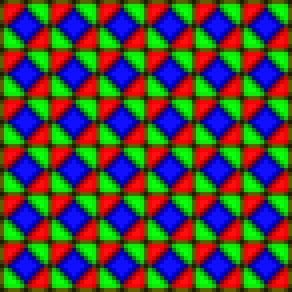
Прототип пятисубпиксельной геометрии матрицы PenTile (масштаб 1:12).

PenTile (неологизм от греч. πεντά — «пять» и англ. tile — «плитка») — это название прототипной схемы расположения субпикселов, разработанной в начале 1990-х годов. Эта схема описывала расположение в каждом пикселе пяти субпикселов в шахматном порядке двух красных субпикселов, двух зеленых и одного центрального синего. Подобная схема была основана на изучении особенностей строения сетчатки человеческого глаза. Она содержит почти одинаковое количество L и M-колбочек, но намного меньше S-колбочек. Поскольку S-колбочки отвечают за распознавание синего цвета, который почти не влияет на восприятие яркости, снижение количества синих субпикселов в сравнении с количеством красных и зелёных субпикселов не повлияет на восприятие изображения. 
Данная схема была разработана для работы вместе со специальным алгоритмом субпиксельного рендеринга, который использует в среднем только один с четвертью субпикселя в каждом пикселе для вывода изображения.
PenTile была разработана Кэндис Браун Эллиотт. Данная технология лицензировалась американской (?) компанией Clairvoyante с 2000 по 2008 гг. И в этот же период по данной технологии несколько азиатских производителей ЖК-дисплеев разрабатывали свои прототипы. 
В марте 2008 года Samsung Electronics выкупил PenTile у Clairvoyante и профинансировал другую компанию — Nouvoyance, Inc., чтобы продолжить разработки данной технологии.

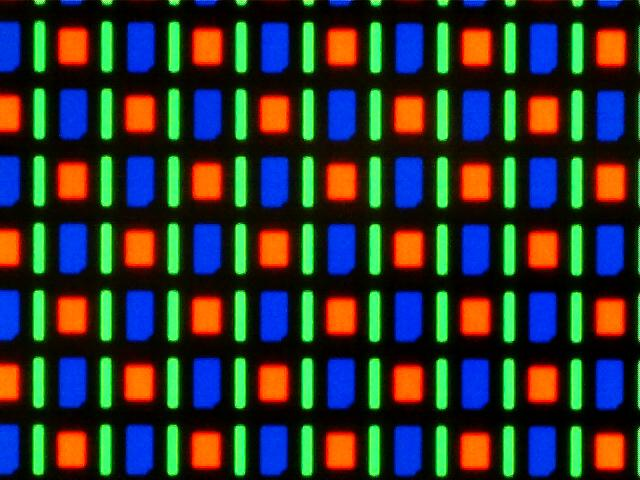
Увеличенное изображение экранной матрицы AMOLED смартфона Google Nexus One, использующего RGBG-технологию PenTile

## PenTile RGBW
Технология PenTile RGBW добавляет белый субпиксель к традиционным красному, зелёному и синему субпикселям, тем самым позволяя повысить яркость экрана без увеличения энергопотребления.
Впервые этот приём был использован в Motorola Atrix 4G.
Вместе с тем использование технологии PenTile ведет к ухудшению четкости картинки, в частности, это хорошо заметно на шрифтах в сравнении с RGB-матрицей. Технология PenTile позволяет компании Samsung сэкономить при производстве  матриц для ноутбуков и иных устройств. Обычная полноценная матрица будет обходиться конечному потребителю по состоянию на 2020 год на 15-20 % дороже матрицы с технологией PenTile (в частности это относится к 4к PenTile).